# Bahadarwadi, Belgaum
Bahadarwadi là một làng thuộc tehsil Belgaum, huyện Belgaum, bang Karnataka, Ấn Độ.